# Pietro Fittipaldi
Pietro Fittipaldi da Cruz, född 25 juni 1996 i Florida i Miami, är en brasiliansk-amerikansk racerförare. Han är barnbarn till tvåfaldige Formel 1-världsmästaren Emerson Fittipaldi och bror till racerföraren Enzo Fittipaldi. Fittipaldi är för närvarande reservförare för Haas F1 Team och gjorde sin formel 1-debut vid Sakhirs Grand Prix 2020 då han ersatte skadade Romain Grosjean.

## Karriär
Fittipaldi började sin karriär i Nascar i Whelen All-American Series där han vann vid Hickory Motor Speedway 2011. Han flyttade till Europa 2013 för att inleda en karriär i sportvagnsracing.
Den 9 november 2018 meddelade Haas F1 Team att Fittipaldi skulle bli deras officiella testförare för säsongen 2019. Fittipaldi gjorde sitt första test vid försäsongstesten vid Barcelona i februari 2019.
Den 30 november 2020 meddelade Haas att Fittipaldi skulle ersätta Romain Grosjean vid Sakhirs Grand Prix 2020 då Grosjean var med om en olycka vid Bahrains Grand Prix 2020 där han fick brännskador på både händerna och vaderna.